# یواس‌اس وامپونواگ (۱۸۶۴)
یواس‌اس وامپونواگ (۱۸۶۴) (به انگلیسی: USS Wampanoag (1864)) یک کشتی بود که طول آن ۳۵۵ فوت (۱۰۸ متر) بود. این کشتی در سال ۱۸۶۴ ساخته شد.